# Children's Mercy Park
Il Children's Mercy Park (conosciuto precedentemente come Livestrong Sporting Park) è uno stadio di calcio situato a Kansas City in Kansas; ospita le partite dello Sporting Kansas City di MLS.

## Storia
Lo stadio è stato inaugurato il 9 giugno 2011 con una partita tra lo Sporting KC e i Chicago Fire.
Si sono svolte qui partite della CONCACAF Gold Cup 2011 e il concerto benefico Farm Aid 2011; nel 2012 si sono giocate qui le semifinali del torneo preolimpico CONCACAF.
Nel marzo 2011 fu annunciata una collaborazione con Livestrong, la fondazione di Lance Armstrong: il club donerà alla fondazione parte degli incassi, almeno 7,5 milioni di dollari, per un periodo di 6 anni.